# Abetti (cráter)

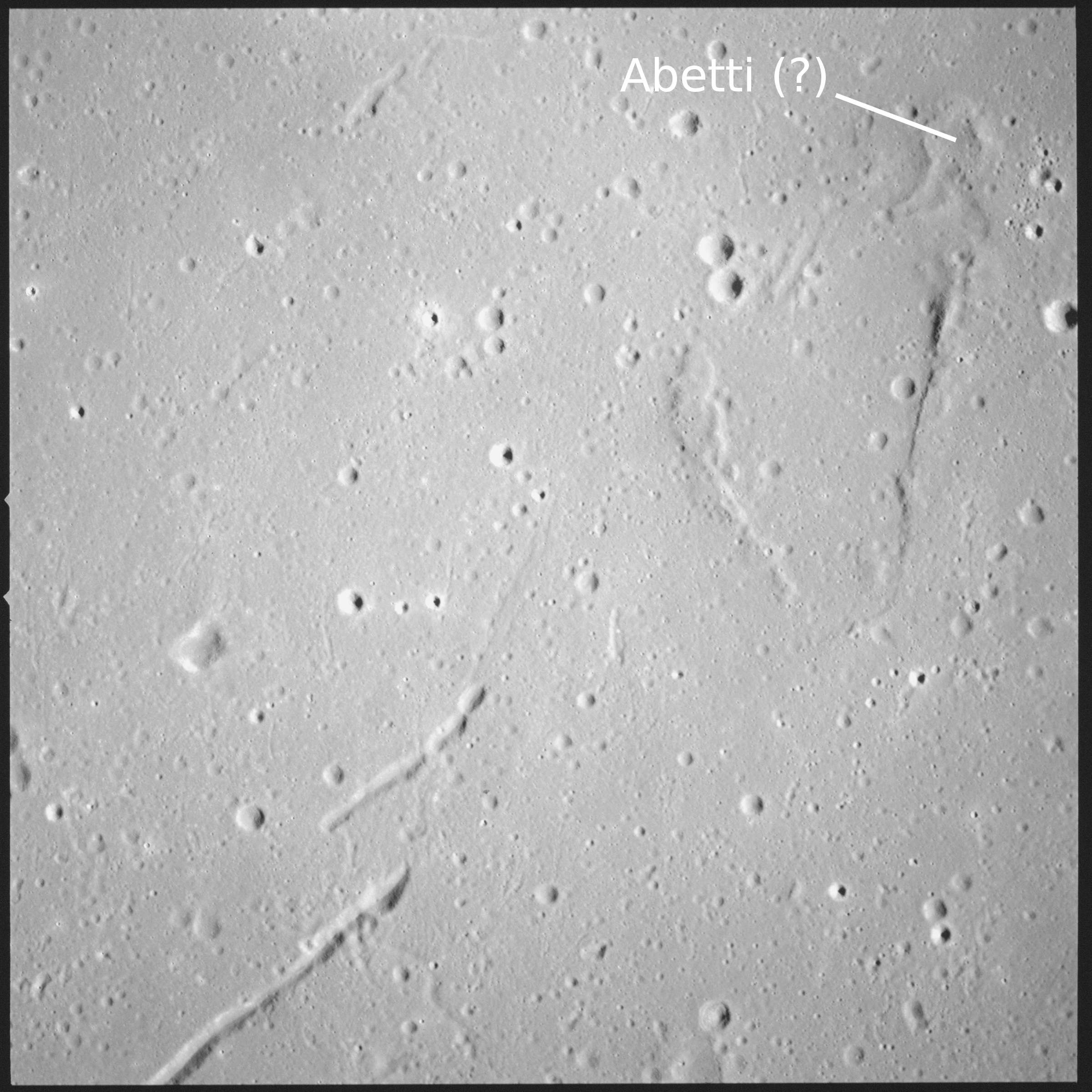
Abetti en una imagen tomada desde el Apolo 17

Abetti es un pequeñísimo cráter de impacto lunar que se encuentra totalmente sumergido por la lava. Esto forma un cráter fantasma en la superficie, mostrando únicamente una elevación curvada en el lugar donde se encuentra su brocal. Está ubicado cerca del borde sureste del Mare Serenitatis, al oeste del Mons Argaeus. En general, este cráter es solo visible con ángulos bajos de iluminación.
Recibe su nombre de los astrónomos italianos Antonio Abetti (1846-1928) y su hijo Giorgio Abetti (1882-1982).